# Mats Edström
.Mats Skanke Edström-Barup, född 24 april 1952 i Östersund, är en svensk arkitekt. Han är sedan 1982 gift med Kerstin Barup. 
Edström, som är son till köpman Rolf Edström och Maria Bellman, avlade arkitektexamen i Lund 1977, blev teknologie doktor där 1988 och docent vid Kungliga Tekniska högskolan 1995. Han var verksam vid Barup & Edström Arkitekt AB från 1979, som universitetslektor vid Lunds tekniska högskola från 1982, forskarassistent vid Kungliga Tekniska högskolan 1992–1994, gästprofessor vid Arkitekthøgskolen i Oslo 1993 och professor i byggnadsvård där från 1995. Från 2000 professor i arkitektur vid Arkitektskolan, LTH, Lunds universitet. 
Edström har tilldelats uppdrag som slottsarkitekt vid Glimmingehus och Malmöhus, domkyrkoarkitekt vid Växjö domkyrka samt som expert vid Europarådet och Europeiska kommissionen. Han har utfört restaureringar och nybyggnader vid Glimmingehus, Övedskloster, Folkhögskolan Hvilan, Ronneby brunn, Lunds universitetsbibliotek och Växjö domkyrka. Restaureringen av Eslövs medborgarhus tilldelades Europa Nostra-pris 2006. Han har skrivit böcker och artiklar om restaurering och byggnadsvård.